# ヴァンヤール
ヴァンヤール (Vanyar) は、J・R・R・トールキンの中つ国を舞台とした小説、『シルマリルの物語』、『中つ国の歴史』に登場する架空の種族。
ヴァラールの呼び出しに応え、イングウェに率いられて旅立った、金髪のエルフ（クウェンディ）の一族。
アマンへと渡った上のエルフのなかでも、もっとも上位にある。

## 第一のエルフ
ヴァンヤールの一党は、目覚めの湖で目覚めた最初のエルフ、イミンとその妻のイミンイェ、そしてイミンが仲間として選び、目覚めさせた6組の男女をその源とする。
イミンの一党はイルーヴァタールが創造し、中つ国へと置いた144人のエルフのうちの1割にも満たなかった。
ヴァンヤールはノルドールやテレリと比べてもっとも数が少なく、これはイミンの選んだ数が少なかったからである。

## 彼岸のエルフ
かれらはエルダールの第一陣として、その全員がすみやかにアマンへと渡り、怒りの戦いに出陣したものをのぞき、誰一人中つ国へは戻らなかった。しかし「怒りの戦い」に出陣したものもまた、アマンの地へと戻っていった。
ヴァリノールでマンウェはかれらに詩と歌を授け、カラクウェンディのなかでもっとも愛した。
ヴァンヤールもマンウェを愛し、かれの膝下に住んだ。
かれらはメルコールの虚言に惑わされず、ノルドールの反乱に巻き込まれなかった。
ヴァンヤールとは、クウェンヤで「金髪」を意味する。
ヴァンヤールはよくかれら自身を、「第一」を意味するかれらの古の名前である、ミンヤール(Minyar)と呼ぶ。
かれらは標準的なクウェンヤからは失われた、エルフ祖語の特徴を含むクウェンヤの方言を話す。
ノルドール、ファルマリとともに、カラクウェンディに含まれる。また、ノルドール、テレリとともに、エルダールに含まれる。
特筆すべきヴァンヤールに以下のものがいる。
- イングウェ - ヴァンヤールの王にして、全てのエルフの上級王。
- インディス - イングウェの近親で、フィンウェの後妻。フィンゴルフィンとフィナルフィンの母。ガラドリエルの祖母。彼女のヴァンヤールの血によって、ノルドールの王家に金髪がもたらされた。

## 異伝
最初期のトールキンの原稿では、かれらはテレリと呼ばれていた。
一方『シルマリルの物語』で「テレリ」として知られている種族は、ソロシムピ(Solosimpi)と呼ばれていた。